# لوله‌ماران
لوله‌ماران (نام علمی: Anilius scytale) نام یک گونه از فروراسته ناکورماریان است.